# Szinicsane
Szinicsane (macedónul: Синичане, albánul Siniçani) település Észak-Macedóniában, a Pologi körzet Bogovinyei járásában.

## Népesség
| Lakosok száma | 605  | 700  | 750  | 861  | 1093 |      | 925  | 1472 | 1205 |
|               | 1948 | 1953 | 1961 | 1971 | 1981 | 1991 | 1994 | 2002 | 2021 |

2002-ben 1 472 lakosa volt, akik közül 1 469 albán és 3 egyéb.